# 子宮脱
子宮脱 (しきゅうだつ、英: uterine prolapse) とは骨盤臓器脱の一形態で、子宮が陰門外へと脱出した状態。

## ヒト
二足歩行のヒトにおいて、本来なら子宮は、靭帯や筋肉により骨盤中央に支持されている。ところが、加齢や妊娠・出産の繰り返しによりこの支えが緩んでくると、重力に従って子宮が膣の方へと垂れ下がり、体外への脱出が起こる。膀胱脱（膀胱瘤）や直腸脱（直腸瘤）を併発する場合もあり、尿道のねじれを伴って排尿困難をきたす可能性がある。
なお、下記の家畜の例のように、出産に際して、靴下を脱ぐような原理で子宮が裏返しに陥没・下垂・脱出した状態は、人間では「子宮内反症」と呼ばれる。
子宮下垂
体外へ脱出してはいないが、膣内で子宮の位置が下降してきているもの
部分子宮脱
子宮頸部など、子宮の一部が腟口からのぞいているもの
完全子宮脱
膣壁が反転し、子宮の全部が腟口から出てきて垂れ下がっているもの

### 好発条件と予防
子宮下垂・子宮脱は、出産回数の多い女性が高齢になってから起こしやすい。また、産後の早いうちから力仕事などをしているとなりやすい。出産直後の女性で一時的に子宮下垂・子宮脱の状態が見られる場合もあるが、腹部に無理な力をかけないよう注意して過ごしていれば、子宮が元の大きさへ縮小してくる頃には（子宮復古）、たいてい自然に解消されることが多い。子宮復古を促進し、将来の子宮脱を予防するためには、骨盤底筋などを鍛える産褥体操も有効である。
あまり知られていないことだが、良い性生活（パートナーとの性交渉または自慰による）を送っている女性は、そのために骨盤底筋を鍛えられるために、予防しやすいことが報告されている（Jaqueline Goncalves, 2013）。

### 治療
軽度の子宮下垂では、まずは予防時と同様、骨盤底筋を鍛えるケーゲル体操を指導し、症状の緩和や進行の防止を図る。さらに物理的な子宮位置の支持が必要な場合は、ペッサリーなどの器具で子宮口を下から支える処置をとる。それでは間に合わず、なおかつ今後の出産希望がある人では、子宮を温存したまま緩んだ靭帯や筋肉を補強するなどして、吊り上げ直す固定手術を行う。出産希望のない人では、子宮の一部切除や全摘によって脱出部分を除き、膀胱や直腸の位置も調整する手術方法も選択可能となる。老齢で性交を必要としない場合は、膣の閉鎖を施すこともある。2005年より竹山・島田らにより、子宮・膣を温存し再発率の少ないTVM手術（Tension-free Vaginal Mesh)が日本に導入されている。最近では、フェミクッションという新しい治療方法も開発され、治療に有効とされている。

## 動物
ウシ、ブタで多い。四足歩行の動物では、ヒトのように重力で自然に下垂してきて脱出するのではなく、出産に際して子宮が反転する形で見られる。早期に発見され、速やかに整復が行われれば予後は良好であるが、発生後時間が経過していると子宮粘膜の乾燥、鬱血、浮腫が認められ、整復が困難となり、たとえ整復したとしても子宮に損傷を与え予後不良となることがある。難産における長時間の牽引、分娩後の強度の陣痛の持続が主な原因となる。ウシにおける子宮脱の治療法は、陣痛抑制のための尾椎硬膜外麻酔を行い、姿勢を前低後高として子宮の脱出部位を滅菌生理食塩水により洗浄、子宮脱出基部より徐々に整復を行う。整復後に子宮の収縮促進のためにオキシトシンを筋肉内あるいは皮下投与する。